# Donnemarie-Dontilly
Donnemarie-Dontilly is een gemeente in het Franse departement Seine-et-Marne (regio Île-de-France) en telt 2628 inwoners (1999). De plaats maakt deel uit van het arrondissement Provins.

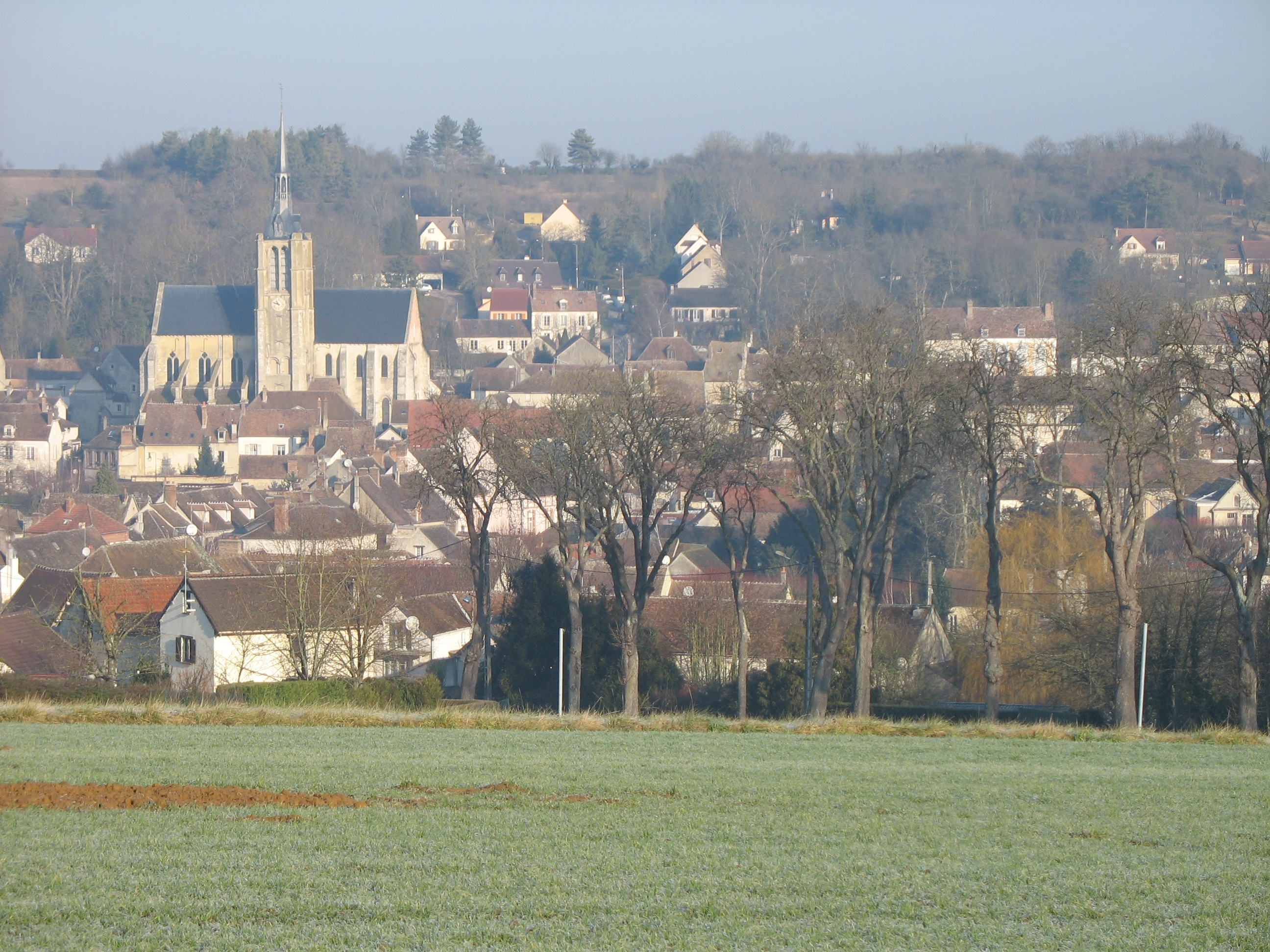
Donnemarie-Dontilly

## Geografie
De oppervlakte van Donnemarie-Dontilly bedraagt 12,1 km², de bevolkingsdichtheid is 217,2 inwoners per km².
De onderstaande kaart toont de ligging van Donnemarie-Dontilly met de belangrijkste infrastructuur en aangrenzende gemeenten.

## Demografie
Onderstaande figuur toont het verloop van het inwonertal (bron: INSEE-tellingen).